# Omu-raisu
Omu-rice (オムライス, Omu-raisu) ou Omurice é um exemplo de Yoshoku (um estilo de culinária do Japão influenciado pelo Ocidente]]), consistindo de um omelete feito com arroz frito e normalmente coberto com ketchup. Com omu e raisu sendo contrações das palavras omelete e arroz em inglês, o nome é um exemplo de wasei-eigo. É um prato popular comumente feito em casa e frequentemente encontrado em restaurantes de estilo ocidental no Japão. O prato foi levado para a Coreia durante a ocupação japonesa no país, e hoje é um elemento de menus de restaurantes de gimbap por toda a Coreia do Sul, onde é conhecido como "오므라이스 (omeuraiseu)" em hangul. O omu-raisu é também popular em Taiwan, outro território antigamente ocupado pelo Japão. As crianças, em particular, gostam do omu-raisu, e ele é muitas vezes oferecido nas refeições infantis.

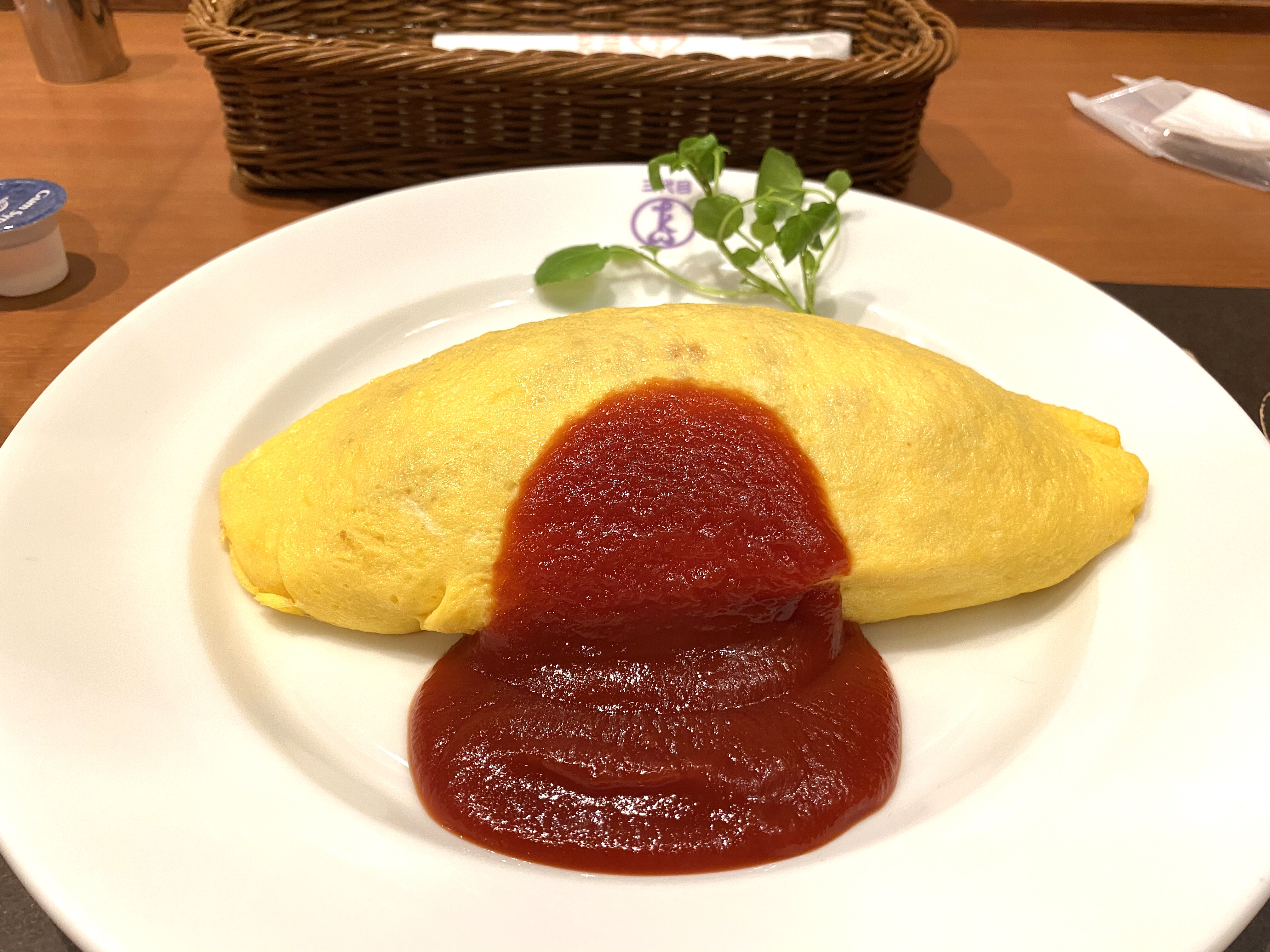
Omurice

Fala-se que o omu-raisu foi criado por volta da virada do século XX em um restaurante de estilo ocidental no distrito de Renga-tei, Ginza, Tóquio, inspirado pelo chakin-zushi.

## Variações

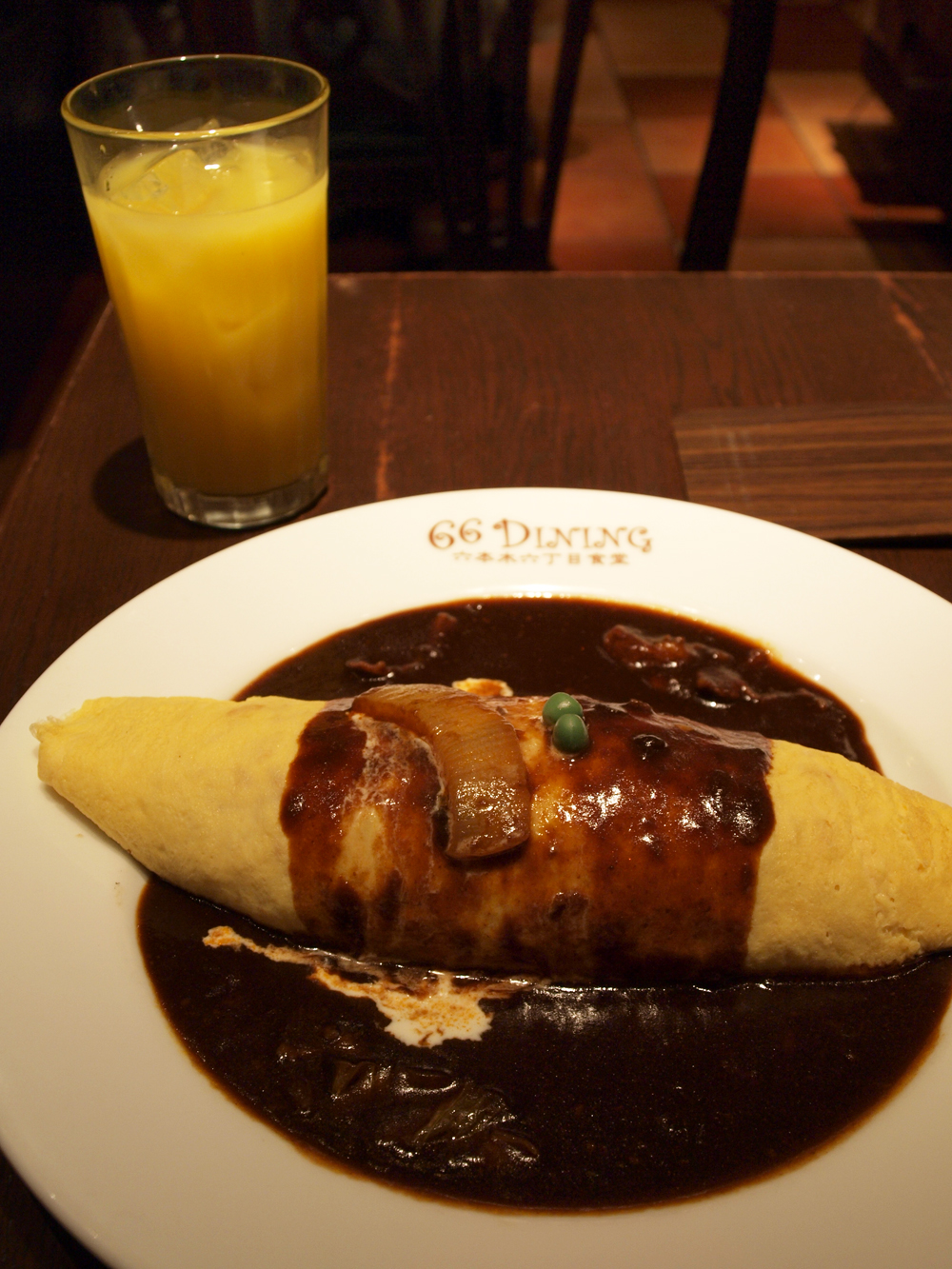
Omurice com molho especial

O prato normalmente consiste de chikin raisu (chicken rice: arroz frito na panela com ketchup e frango) enrolado em uma camada fina de ovo frito. Os ingredientes do recheio variam. Muitas vezes o arroz é frito com várias carnes (mas normalmente frango) e/ou vegetais, e pode ser recheada com caldo de carne, ketchup, demi-glace, molho branco ou simplesmente sal e pimenta. Algumas vezes, o arroz é substituído por macarrão frito (yakisoba) e se transforma em um omusoba. Uma variante em Okinawa é o omutako, consistindo de um omelete sobre taco rice. Hotdog frito e spam também são duas carnes populares incluídas no prato.